# Federazione umanista europea
La Federazione umanista europea (European Humanist Federation-Fédération Humaniste Europeenne, EHF-FHE) è una federazione internazionale che raccoglie numerose associazioni umaniste europee. I membri del comitato d'amministrazione sono eletti ogni tre anni dall'assemblea generale dei membri dell'organizzazione. L'EHF è strettamente associata all'Unione internazionale etico-umanistica (IHEU, International Humanist and Ethical Union).
Il suo ufficio centrale è a Bruxelles e i suoi principali obiettivi sono la promozione dei principi dell'umanesimo e di una società secolare, il sostegno ai diritti umani e l'opposizione alla discriminazione contro i non credenti e contro chi combatte per le pari opportunità.
Svolge il suo lavoro con il Consiglio dell'Assemblea parlamentare europea e nell'ambito dell'Unione europea, dov'è ufficialmente riconosciuta come partner per il dialogo, e collabora con membri del parlamento europeo che si riconoscono nei suoi principi.
È attiva nell'ala dei diritti umani dell'OSCE e sostiene le tesi contro i privilegi religiosi e in favore della democrazia e del ruolo della legge.